# Jean-Pierre Stirbois
Pour les articles homonymes, voir Stirbois.
Jean-Pierre Stirbois, né le 30 janvier 1945 à Paris et mort le 5 novembre 1988 à Jouars-Pontchartrain, est un homme politique français.
Secrétaire général de 1981 à sa mort du Front national, dont il incarne la sensibilité solidariste, il est député européen de 1984 à 1986 et député français de 1986 à 1988.

## Biographie

### Origines
Jean-Pierre Stirbois naît le 30 janvier 1945 à Paris.
Il est issu d'une famille modeste du Nord ayant déménagé à Courbevoie ; son père est ouvrier chaudronnier et sa mère doreuse sur cadre, juive ashkénaze, née Luchtmeyer. Ses parents l'élèvent dans un milieu strictement laïc. Diplômé en marketing de l'École des cadres et du commerce, il est représentant chez Kitkat et Le Vin des rochers, avant de prendre avec sa femme, en 1975, la direction d'une petite imprimerie, héritée de sa belle-famille, dans la région parisienne. Celle-ci ne compte que six employés.

### Parcours politique
Marqué par la guerre d'Algérie, il s’engage en politique à l’âge de 19 ans. Il participe en 1965 à la campagne présidentielle de Jean-Louis Tixier-Vignancour, au sein des Comités TV. Formé idéologiquement par Henry Coston, il milite au Mouvement jeune révolution (MJR) puis dans le mouvement solidariste, lancé en 1971 et dont il devient membre du bureau politique. En 1975, il crée avec Michel Collinot l'Union solidariste.
En 1977, il rejoint le Front national, dont il devient secrétaire général en 1981, en remplacement de Pierre Gérard. La même année, il prend la présidence du « Comité Le Pen », qui vise à préparer la candidature de Jean-Marie Le Pen à l'élection présidentielle, mais celui-ci échoue à recueillir les 500 signatures nécessaires à sa candidature.
En 1978, il se présente aux élections législatives à Dreux (deuxième circonscription d'Eure-et-Loir), déclarant : « Nous pensons que la présence de cinq millions d'immigrés pèse lourdement sur la vie économique de la France. Aussi, nous exigeons l'arrêt de l'immigration et leur retour dans la mère patrie. La priorité au travail doit se faire d'abord au bénéfice des Français[source insuffisante] ». Il recueille 2,02 % des suffrages exprimés.
Il est candidat aux élections cantonales de 1979 dans le canton de Dreux-Sud-Ouest, où il recueille 8,5 % des suffrages exprimés, devançant le candidat du RPR, Philippe Marchais (7,1 %). Le canton est remporté par le socialiste Maurice Legendre[source insuffisante].
Lors des élections législatives de 1981, après l'élection de François Mitterrand à la présidence de la République, il se présente dans la deuxième circonscription d'Eure-et-Loir, avec le slogan « Les Français d'abord ». Il recueille 2,7 % des suffrages exprimés.
Après avoir obtenu près de 10 % des voix dans un des cantons de la ville de Dreux aux élections cantonales de 1982, il confirme son implantation aux élections municipales à Dreux de l'année suivante, suscitant la surprise en obtenant 16,7 % des voix au premier tour. Entre les deux tours, il fusionne sa liste avec celle du RPR, menée par Jean Hieaux, qui remporte la mairie et dont Stirbois devient l'adjoint, apparaissant ainsi comme l'artisan de la première alliance entre la droite et le Front national. Cette alliance est soutenue par la plupart des responsables politiques départementaux du RPR et de l'UDF, qui en retiennent un moyen de faire basculer la ville de gauche à droite. Ce score important et cette alliance est la première victoire électorale d'importance pour le Front national.
Il est élu député européen en 1984, sur la liste menée par Jean-Marie Le Pen.
En 1986, le scrutin à la proportionnelle lui permet d'entrer à l'Assemblée nationale en tant que député, élu dans les Hauts-de-Seine.
Jean-Pierre Stirbois met en place, pendant huit ans, l'organisation du Front national. Il dispose, au sein du mouvement, de solides réseaux, qui, pour une partie d'entre eux, s'éloigneront, après sa disparition, pour participer au lancement du Comité Espace nouveau, autour de Jean-François Touzé, de Roland Hélie et de Robert Spieler.
Membre du bureau politique du FN, il devient le rival de Bruno Mégret lorsque celui-ci commence à prendre de l'influence auprès de Jean-Marie Le Pen.
Entre les deux tours de l'élection présidentielle de 1988, il défend l'idée d'un soutien à François Mitterrand, bien qu'il ait toujours favorisé des accords avec l'UDF et le RPR.

### Vie privée
Il est le mari de Marie-France Stirbois, également engagée en politique. Ils ont ensemble deux enfants.

### Mort

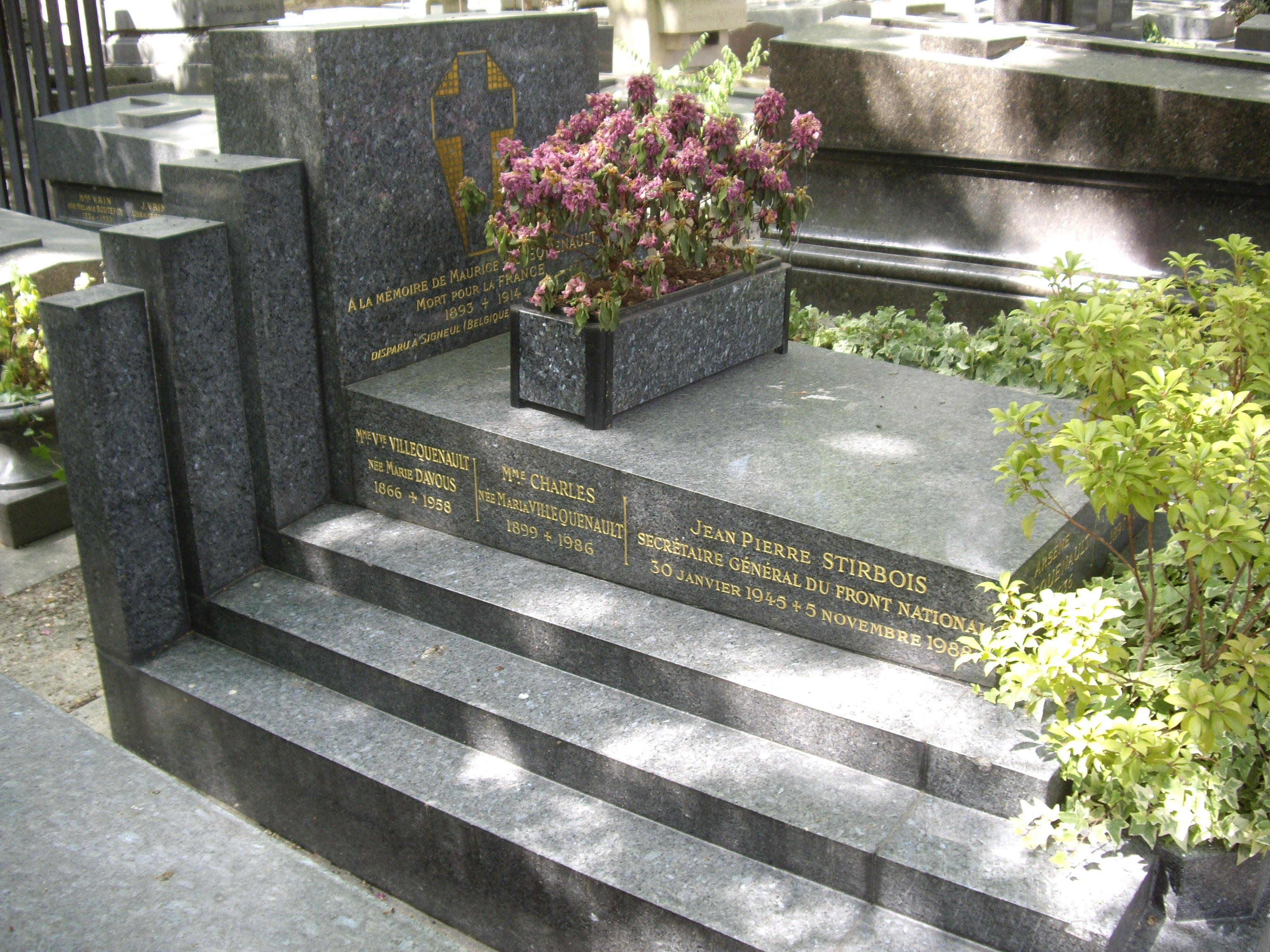
Tombe de Jean-Pierre Stirbois, au cimetière du Montparnasse.

Jean-Pierre Stirbois meurt dans la nuit du 4 au 5 novembre 1988 près de Pontchartrain, dans un accident de voiture au retour d'une réunion publique à Dreux. Lors des obsèques qui ont lieu le 9 novembre, Jean-Marie Le Pen déclare en évoquant Jean-Pierre Stirbois : « Son Panthéon à lui, il est dans le cœur du peuple français, et c'est pour cela qu'il est immortel », puis Jean-Pierre Stirbois est inhumé au cimetière du Montparnasse à Paris.

## Ouvrages
- Dossier immigration (avec Jean-François Jalkh), éditions National-Hebdo, 1985.
- Tonnerre de Dreux, l'avenir nous appartient, éditions National-Hebdo, 1988.
- Cahier d'histoire du nationalisme : Jean-Pierre Stirbois, de l'engagement solidarise à la percée du FN, n° 15, Synthèse nationale, 2018.